# Ricardo Ezzati Andrello
Ricardo Ezzati Andrello SDB (pronunție în spaniolă [riˈkaɾðo eˈsati anˈdɾelo], italiană: [etˈtsaːti anˈdrɛllo]; n. 7 ianuarie 1942, Campiglia dei Berici, Veneto, Italia) este un prelat italo-chilian al Bisericii Catolice. A fost arhiepiscop de Santiago de Chile din decembrie 2010 până în martie 2019 și a fost cardinal din februarie 2014. Anterior a îndeplinit funcția de Arhiepiscop de Concepción. El a condus Conferința Episcopală din Chile din 2010 până în 2016. 

## Tinerețe și educație
Ricardo Ezzati s-a născut în Campiglia dei Berici, Vicenza, Italia. A emigrat în 1959 în Chile pentru a intra în noviciatul salesienilor din Quilpué, Valparaíso, și a studiat filozofia la Universitatea Catolică din Valparaíso. A studiat teologia la Universitatea Pontificală Salesiană din Roma, unde și-a obținut licența.
Și-a făcut jurămintele finale de salesian în 30 decembrie 1966 și a fost hirotonit preot al ordinului salesian la 18 martie 1970. După hirotonie a obținut licența în Studii Religioase la Institut de Pastoral Catéchetique din Strasbourg. A deținut apoi titlul de profesor de religie și filozofie la Universitatea Catolică din Valparaíso.

## Preoție
Ca preot salesian a ocupat următoarele funcții: director pentru Ministerul Tineretului în Școala Salesiană din Valdivia; Director al Comunității Salesiene din Concepción, Chile; Membru al Consiliului Provincial al Salesienilor din Chile; Directorul Seminarului Salesian din Santiago de Chile; și inspectorul provincial al salesienilor din Chile. 
El a fost membru al Facultății de Teologie de la Universitatea Pontificală Catolică din Chile și vicepreședinte al Conferinței de religioși din Chile, participând la capitolele generale ale Congregației Salesiene în 1984 și 1990.

## Episcopat
În 1991, a fost numit în Curia Romană ca oficial al Congregației pentru Institutele de Viață Consacrată și Societățile de Viață Apostolică.
În 28 iunie 1996, Papa Ioan Paul al II-lea l-a numit episcop de Valdivia, în Chile, iar el a fost consacrat la 8 septembrie.

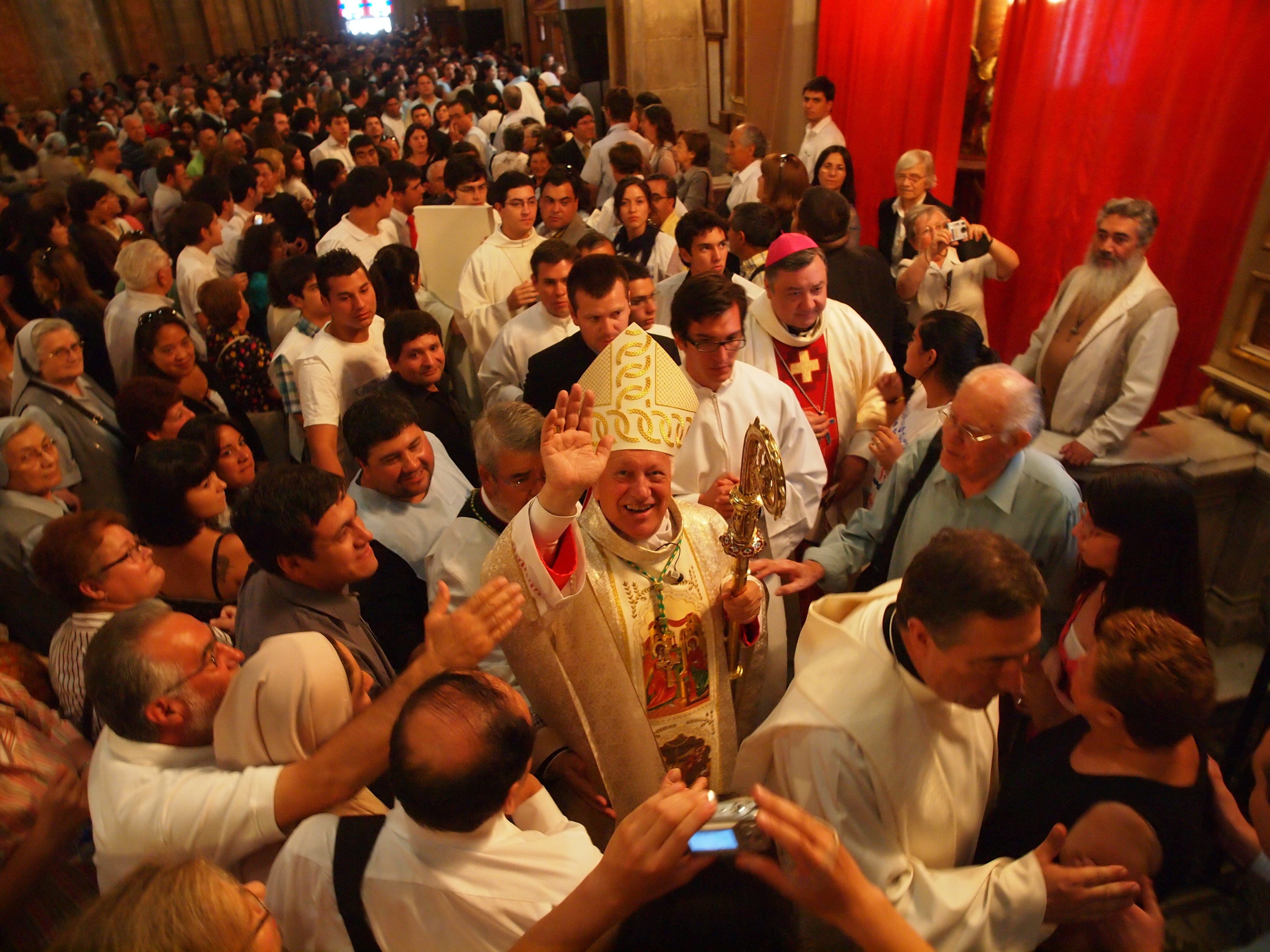
Ezzati părăsind misa de instalare, Santiago de Chile, 14 ianuarie 2011

La 10 iulie 2001, Ioan Paul al II-lea l-a numit episcop auxiliar al Arhiepiscopiei mult mai mari din Santiago de Chile, atribuindu-i scaunul titular al La Imperial. La 27 decembrie 2006 a fost numit arhiepiscop de Concepción.
În iunie 2009, Papa Benedict al XVI-lea l-a numit pe el și pe alți patru prelați pentru a servi ca vizitatori apostolici la Legionarii lui Hristos în urma descoperirii că fondatorul ordinului, Marciel Maciel Degollado, un asociat al lui Ioan Paul al II-lea, s-a angajat în abuzuri sexuale asupra minorilor și tinerilor. Ezzati a primit responsabilitatea de a cerceta ordinea în America de Sud: Chile, Argentina, Columbia, Brazilia și Venezuela, unde Legiunea avea 20 de case, 122 de preoți și 122 de seminaristi religioși. 
În timp ce era arhiepiscop de Concepción, Ezzati a mediat o dispută între guvern și un grup de 34 de prizonieri mapuchei care au fost într-o grevă a foamei timp de 82 de zile.
La 15 decembrie 2010, Papa Benedict l-a numit pe Ezzati în funcția de arhiepiscop al Santiago de Chile pentru a-l înlocui pe cardinalul Francisco Errázuriz, care și-a depus demisia la împlinirea vârstei de 75 de ani. Ezzati a fost instalat la Santiago de Chile în 14 ianuarie 2011.
Papa Francisc la numit pe Ezzati membru al Congregației pentru Educație Catolică în noiembrie 2013.
El a fost ridicat la gradul de cardinal într-un consorțiu la 22 februarie 2014. În mai 2014, Papa Francisc l-a numit membru al Comisiei Pontificale pentru America Latină.
În octombrie 2014, Ezzati a negat rapoartele de presă care l-au denunțat pe preotul iezuit Felipe Berríos la Vatican și a spus că nu a răspuns decât la întrebările referitoare la declarațiile controversate ale preotului de la nunțiul papal. Rapoartele de presă au demonstrat ulterior că Ezzati a inițiat procesul de acuzație pentru a-l împiedica pe Berríos să devină capelan la palatul prezidențial.
A participat la Sinodul Episcopilor asupra Familiei în octombrie 2014 și octombrie 2015. El a fost unul dintre cei patru prelați care au prezentat documentul sumar al sinodului din 2014 (relatio). El a ocupat funcția de președinte al Conferinței Episcopale din Chile din 2010 până în 2016

### Cazul Karadima
În februarie 2011, el a anunțat că Congregația pentru Doctrina Credinței, pe baza unei investigații efectuate sub predecesorul său, l-a găsit pe Fernando Karadima, un preot proeminent din arhidieceză, vinovat de abuzuri sexuale ale minorilor. În 2013 și 2014, a făcut echipă cu predecesorul său, cardinalul Errazuriz, într-o campanie secretă pentru a-l împiedica pe Juan Carlos Cruz, una dintre victimele și acuzatorii lui Karadima, să fie numit în Comisia Pontificală pentru Protecția Minorilor. Dezvăluirea corespondenței lor prin e-mail în septembrie 2015 i-a determinat pe avocații victimelor abuzurilor să solicite demisia lui Ezzati.
În ianuarie 2015, Papa Francisc i-a atribuit o dioceză episcopului Juan Barros Madrid. Barros a fost strâns asociat cu Karadima și a continuat să-l apere. Sfatul lui Ezzati de a fi retrasă numirea nu a fost acceptat. 

#### Proces continuu
În 21 octombrie 2018, Curtea de Apel din Chile a ordonat biroului lui Ezzati să plătească 450 de milioane de pesos (650.000 dolari) către trei bărbați care au susținut că Karadima i-a abuzat sexual de zeci de ani. Cu toate acestea, Dobra Lusic, un purtător de cuvânt al Curții de Apel, a declarat că procesul a fost încă în desfășurare și că nu s-a ajuns la niciun verdict.

## Demisia pe fondul procesului nou
Un bărbat a intentat un proces de 500.000 de dolari împotriva lui Ezzati și Arhiepiscopia de Santiago, afirmând că în 2015 a fost violat într-un dormitor anex catedralei și că Ezzati îl mituise să tacă. La 23 martie 2019, Papa Francisc a acceptat demisia lui Ezzati, prezentată la împlinirea vârstei de 75 de ani.

## Vezi si
- Scandal de abuz sexual în Legiunea lui Hristos
- Controversele în jurul Legiunii lui Hristos
- Romano-catolicism din Chile
- Cardinali creați de Francisc